# Uade
Uade (em árabe: واد; romaniz.: Wadd) era uma divindade lunar dos mineus, conhecida também como Iluncu, ʕAmm e Nana, e seu nome significava "amor" e "amizade". Era adorado sob a imagem de um homem vestindo uma longa túnica majestosa e uma capa, uma espada na cintura e um arco no ombro. Em uma mão uma lança e uma bandeira e na outra uma aljava cheia de flechas.
Alguns dizem que ele parecia Eros, o deus grego, Estava relacionado com a árvore babilônica do amor e do deus da lua do Iêmem. Ele era adorado por toda a Arábia, mas originalmente parece vir da tribo de Udra, famosa por seus poetas e carinho para com aqueles em sua vida, morte e poesia incorporados os ideais de lealdade e amor platônico .
Templo dedicado a Uade foi demolido por ordem de Maomé,e foram mortos aqueles que resistiram à demolição,na Expedição de Calide ibne Ualide (2 Dumatul Jandal) Acreditava-se que as cobras eram animais sagrados para Uade. Ele é mencionado no Alcorão (71:23) como uma divindade da época do profeta Noé.